# Ehime International Open 2024
L'Ehime International Open 2024 è stato un torneo maschile di tennis professionistico. È stata la 3ª edizione del torneo, facente parte della categoria Challenger 75 nell'ambito dell'ATP Challenger Tour 2024, con un montepremi di 82 000 $. Si è giocato dal 4 al 10 novembre 2024 sui campi in cemento del Complesso sportivo della Prefettura di Ehime di Matsuyama, in Giappone.

## Partecipanti

### Teste di serie
| Nazionalità   | Giocatore                 | Ranking* | Testa di serie |
| ------------- | ------------------------- | -------- | -------------- |
| Giappone      | Tarō Daniel               | 78       | 1              |
| Italia        | Mattia Bellucci           | 105      | 2              |
| Taipei cinese | Tseng Chun-hsin           | 115      | 3              |
| Stati Uniti   | Mackenzie McDonald        | 118      | 4              |
| Stati Uniti   | Nicolas Moreno de Alboran | 123      | 5              |
| Italia        | Matteo Gigante            | 138      | 6              |
| Giappone      | Yasutaka Uchiyama         | 139      | 7              |
| Francia       | Térence Atmane            | 156      | 8              |

* Ranking al 28 ottobre 2024.

### Altri partecipanti
I seguenti giocatori hanno ricevuto una wild card per il tabellone principale:
- Sho Katayama
- Shunsuke Nakagawa
- Rei Sakamoto

Il seguente giocatore è entrato in tabellone come special exempt:
- Nikoloz Basilašvili

I seguenti giocatori sono passati dalle qualificazioni:
- James McCabe
- Kokoro Isomura
- Benoît Paire
- Zhou Yi
- Dane Sweeny
- Alafia Ayeni

I seguenti giocatori sono entrati in tabellone come lucky loser:
- Shintaro Imai
- Hiroki Moriya
- Philip Sekulic

## Punti e montepremi
| Torneo    | Torneo              | V     | F     | SF    | QF    | 2T    | 1T  | Q | Q2  | Q1  |
| Singolare | Punti               | 75    | 44    | 22    | 12    | 6     | 0   | 4 | 2   | 0   |
| Singolare | Premi in denaro ($) | 9 880 | 5 820 | 3 450 | 2 000 | 1 165 | 720 | – | 360 | 185 |
| Doppio    | Punti               | 75    | 44    | 22    | 12    | –     | 0   | – | –   | –   |
| Doppio    | Premi in denaro ($) | 4 250 | 2 450 | 1 480 | 880   | –     | 500 | – | –   | –   |

## Campioni

### Singolare
Nicolas Moreno de Alboran ha sconfitto in finale  Alex Bolt con il punteggio di 7–6(4), 6–2.

### Doppio
Seita Watanabe /  Takeru Yuzuki hanno sconfitto in finale  Nicolas Moreno de Alboran /  Rubin Statham con il punteggio di 6–4, 6–3.